# Hawkair
Hawkair Aviation Services, що діє як Hawkair — регіональна авіакомпанія Канади зі штаб-квартирою в місті Террейс (Британська Колумбія), здійснює регулярні та чартерні авіаперевезення в провінціях Альберта і Британська Колумбія.
Компанія базується в аеропорту Террейс, головним транзитним вузлом (хабом) перевізника є Міжнародний аеропорт Ванкувер.

## Історія
Авіакомпанія Hawkair Aviation Services була утворена в 1994 році для забезпечення вантажних повітряних перевезень району Террейс в Британській Колумбії. У 2000 році компанія відкрила перші регулярні пасажирські рейси між Террейсом і Ванкувером, протягом короткого часу потім розширивши власну маршрутну мережу аеропортами північній частині провінції Британська Колумбія. У зв'язку з нестабільним фінансовим становищем Hawkair була змушена в жовтні 2005 року подати заяву на захист від кредиторів авіакомпанії, скориставшись положеннями Закону про банкрутство комерційних підприємств, наслідком кризового управління компанією було скорочення повітряного флоту Hawkair з п'яти літаків до трьох.
Першим літаком авіакомпанії був вантажний літак Bristol Freighter, в 2004 році виведений з експлуатації і в даний час знаходиться в авіаційному музеї міста Уетасківін (провінція Альберта).
У квітні 2007 року Hawkair оголосила про відновлення регулярних пасажирських перевезень в аеропорт Смізерс, рейси між Ванкувером і Смітерсом в даний час виконуються щодня по вихідних і робочих днів.

## Маршрутна мережа авіакомпанії

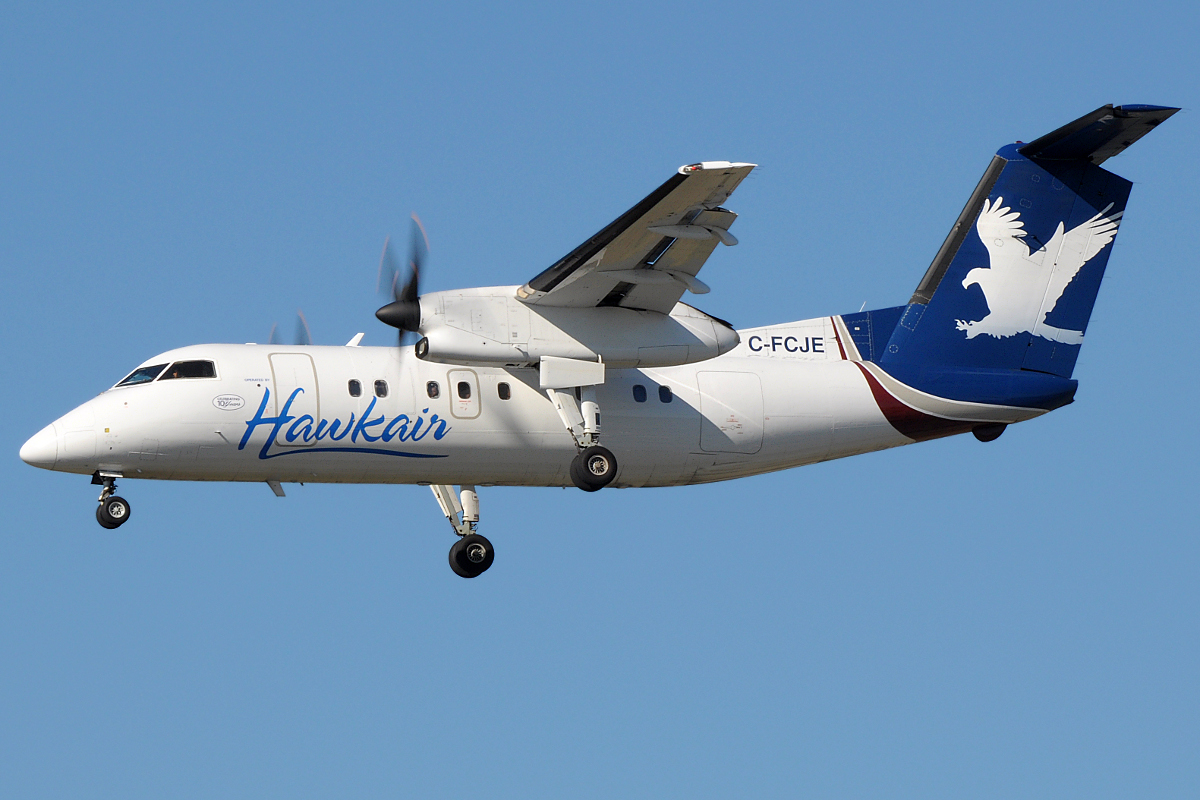
Bombardier Dash 8-100 авіакомпанії Hawkair у заході на посадку в міжнародному аеропорту Ванкувера

За даними Міністерства транспорту Канади на 15 січня 2010 року авіакомпанія Hawkair виконувала регулярні пасажирські рейси за такими напрямами:
- Прінс-Руперт
- Сандспіт (сезонний — початок рейсів з 7 червня 2010 року[4]
- Смізерс
- Террейс

Серед виконувалися раніше регулярних рейсів були такі:
- Аеропорт Боб-Куїнн-Лейк, Британська Колумбія
- Досон-Крік, Британська Колумбія
- Форт-Нельсон, Британська Колумбія
- Форт-Сент-Джон, Британська Колумбія
- Прінс-Джордж, Британська Колумбія
- Сандспіт, Британська Колумбія
- Вікторія, Британська Колумбія
- Калгарі, Альберта (з аеропорту Сент-Джон)
- Гранд-Прейрі, Альберта

## Флот
Станом на вересень 2008 року повітряний флот авіакомпанії Hawkair становили такі літаки:
- 3 Bombardier Dash 8-100
- 1 Bombardier Dash 8-300
- 1 King Air 200

23 листопада 2009 року два літаки Dash 8-199 були виставлені на продаж.

### Виведені з експлуатації
Нижче наведено повітряні судна, раніше експлуатувалися в авіакомпанії Hawkair.
- 1 Fairchild Metro II
- 1 Fairchild Merlin IV